# Línea 21B (Movibus)
La línea 21B de la red de autobuses interurbanos de la Región de Murcia (Movibus) une La Basca y Beniel con Murcia.

## Características
Fue puesta en servicio el 3 de diciembre de 2021, con la entrada en vigor de la primera fase de Movibus.
Hasta el 2 de diciembre de 2023, establecía su cabecera central en la estación de autobuses de Murcia (San Andrés). Desde esa fecha su terminal se sitúa en la Plaza Circular.
La línea no mantiene los mismos horarios todo el año, del 1 al 31 de agosto se reduce el número de expediciones, además de los días excepcionales vísperas de festivo y festivos de Navidad en los que los horarios también cambian y se reducen. No presta servicio domingos ni festivos.
Pertenece a la concesión RMU-002 "Beniel - Santomera - Murcia", y hasta el 2 de diciembre de 2023 fue operada por MoviMurcia/Orbitalia. Desde el 3 de diciembre de 2023, pasa a estar operada por Monbus.

## Horarios

### 1 septiembre - 31 julio
| Lunes a viernes laborables | Lunes a viernes laborables | Sábados laborables | Sábados laborables |
| La Basca > Murcia          | Murcia > La Basca          | La Basca > Murcia  | Murcia > La Basca  |
| 10:00                      | 09:00                      | 11:00              | 10:00              |
| 17:30                      | 16:30                      | 18:00              | 17:00              |
|                            | 20:30                      |                    |                    |

### 1 - 31 agosto
| Lunes a viernes laborables |                   |
| La Basca > Murcia          | Murcia > La Basca |
| 11:00                      | 10:00             |
| 17:00                      | 16:00             |

## Recorrido y paradas

### Sentido Murcia
| Parada                            | Común con             | Conexión con tranvía | Municipio |
| --------------------------------- | --------------------- | -------------------- | --------- |
| Iglesia La Basca                  |                       |                      | Beniel    |
| Beniel                            | 22A                   |                      | Beniel    |
| Plaza de Beniel                   |                       |                      | Beniel    |
| Puente Beniel                     | 22A                   |                      | Murcia    |
| Camino del Puente                 | 22A                   |                      | Murcia    |
| Tres Puentes                      |                       |                      | Beniel    |
| Domingo Abellán                   |                       |                      | Beniel    |
| La Revolcada                      |                       |                      | Beniel    |
| Cruce de Alquerías                |                       |                      | Murcia    |
| Carril de Los Pinchas             |                       |                      | Murcia    |
| Escuelas Viejas                   |                       |                      | Murcia    |
| La Cayuela                        |                       |                      | Murcia    |
| Rambla                            |                       |                      | Murcia    |
| Oliva                             |                       |                      | Murcia    |
| Pitarque                          |                       |                      | Murcia    |
| Puente del Rey                    |                       |                      | Murcia    |
| El Piloto                         |                       |                      | Murcia    |
| Puente del Azarbe                 |                       |                      | Murcia    |
| Puente Azarbe                     |                       |                      | Murcia    |
| El Pocero                         |                       |                      | Murcia    |
| Zarandona                         |                       |                      | Murcia    |
| Palacio de Los Deportes           |                       |                      | Murcia    |
| Asilo de Ancianos                 |                       |                      | Murcia    |
| Avenida Primero de Mayo Bloque 12 |                       |                      | Murcia    |
| Pablo VI                          |                       |                      | Murcia    |
| Colegio Divino Maestro            |                       |                      | Murcia    |
| Avda. de la Fama, 3               |                       |                      | Murcia    |
| Hospital Reina Sofía              |                       |                      | Murcia    |
| Palacio de Justicia               |                       |                      | Murcia    |
| Plaza Cruz Roja                   |                       |                      | Murcia    |
| Glorieta de España                |                       |                      | Murcia    |
| Gran Vía, 6                       | 37                    |                      | Murcia    |
| Santa Isabel (Frente)             | 37                    |                      | Murcia    |
| Antiguo Galerías                  |                       |                      | Murcia    |
| Avenida de la Constitución, 8     | 37                    |                      | Murcia    |
| Plaza Circular, 14                | 31 32A 34 35 36 37 38 | Plaza Circular       | Murcia    |

### Sentido La Basca
| Parada                          | Común con             | Conexión con tranvía | Municipio |
| ------------------------------- | --------------------- | -------------------- | --------- |
| Plaza Circular, 14              | 31 32A 34 35 36 37 38 | Plaza Circular       | Murcia    |
| Cajamurcia                      | 34 37                 |                      | Murcia    |
| Avda. Constitución, 5           | 34 37                 |                      | Murcia    |
| Cortefiel                       |                       |                      | Murcia    |
| Santa Isabel                    | 34 37                 |                      | Murcia    |
| Glorieta de España              |                       |                      | Murcia    |
| Plaza Cruz Roja                 | 37                    |                      | Murcia    |
| Palacio de Justicia             |                       |                      | Murcia    |
| Hospital Reina Sofía (Frente)   |                       |                      | Murcia    |
| La Fama                         |                       |                      | Murcia    |
| Colegio Divino Maestro (Frente) |                       |                      | Murcia    |
| Avenida Primero de Mayo, 6      |                       |                      | Murcia    |
| Colegio Jesuitinas              |                       |                      | Murcia    |
| Asilo de Ancianos               |                       |                      | Murcia    |
| Palacio de Los Deportes         |                       |                      | Murcia    |
| Zarandona                       |                       |                      | Murcia    |
| El Pocero                       |                       |                      | Murcia    |
| Puente Azarbe                   |                       |                      | Murcia    |
| Puente del Azarbe               |                       |                      | Murcia    |
| El Piloto                       |                       |                      | Murcia    |
| Puente del Rey                  |                       |                      | Murcia    |
| Pitarque                        |                       |                      | Murcia    |
| Oliva                           |                       |                      | Murcia    |
| Rambla                          |                       |                      | Murcia    |
| La Cayuela                      |                       |                      | Murcia    |
| Escuelas Viejas                 |                       |                      | Murcia    |
| Carril de Los Pinchas           |                       |                      | Murcia    |
| Cruce de Alquerías              |                       |                      | Murcia    |
| La Revolcada                    |                       |                      | Beniel    |
| Domingo Abellán                 |                       |                      | Beniel    |
| Tres Puentes                    |                       |                      | Beniel    |
| Camino del Puente               | 22A                   |                      | Murcia    |
| Puente Beniel                   | 22A                   |                      | Murcia    |
| Beniel                          | 22A                   |                      | Beniel    |
| Plaza de Beniel                 |                       |                      | Beniel    |
| Iglesia La Basca                |                       |                      | Beniel    |